# Williams FW21
A Williams FW21 egy Formula–1-es versenyautó, amelyet a WilliamsF1 tervezett az 1999-es Formula–1 világbajnokságra. A csapat egyik pilótája Ralf Schumacher lett, aki a Jordantől érkezett és Heinz-Harald Frentzent váltotta. A másik pilóta Alex Zanardi volt, aki utoljára 1994-ben versenyzett a Formula–1-ben, azóta kétszer is megnyerte a Champ Cart.
Schumacher volt sikeresebb a szezonban, miután Zanardi végig csak küszködött. Állítása szerint nem tudott alkalmazkodni a gumikhoz és az autó beállításait sem érezte igazán, így egyetlen pontot sem szerzett. Ennek köszönhetően az idény végén megváltak tőle, az újonc Jenson Button leigazolása mellett.
Az FW21-es kasztnija újratervezett volt, azonban a motor a régi. A Renault 1997-es kivonulása után 1998-ban a Mecachrome által továbbfejlesztett, majd 1999-ben a Supertec által gyártott variánst használták. Ezek azonban még mindig a két évvel korábbi Renault-motorra épültek, házi továbbfejlesztésük nem volt túl sikeres, így a Williams új partner után nézett az év végén, és leszerződött a BMW-vel.

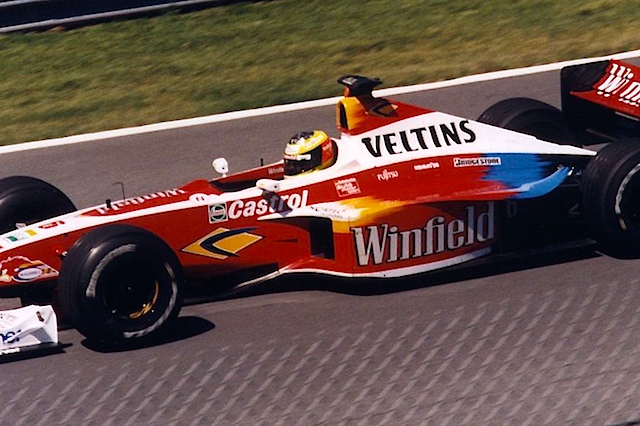
Ralf Schumacher a FW21 volánja mögött az 1999-es Formula–1 kanadai nagydíján

## Eredmények
(Táblázat értelmezése)

(Félkövér: pole-pozícióból indult; dőlt: leggyorsabb kört futott) 

| Év   | Csapat     | Motor             | Gumi | Versenyzők    | 1   | 2   | 3   | 4   | 5   | 6   | 7   | 8   | 9   | 10  | 11  | 12  | 13  | 14  | 15  | 16  | Pont | Helyezés |
| ---- | ---------- | ----------------- | ---- | ------------- | --- | --- | --- | --- | --- | --- | --- | --- | --- | --- | --- | --- | --- | --- | --- | --- | ---- | -------- |
| 1999 | WilliamsF1 | Supertec FB01 V10 | B    |               | AUS | BRA | SMR | MON | ESP | CAN | FRA | GBR | AUT | GER | HUN | BEL | ITA | EUR | MAL | JPN | 35   | 5.       |
| 1999 | WilliamsF1 | Supertec FB01 V10 | B    | Zanardi       | Ki  | Ki  | 11  | 8   | Ki  | Ki  | Ki  | 11  | Ki  | Ki  | Ki  | 8   | 7   | Ki  | 10  | Ki  | 35   | 5.       |
| 1999 | WilliamsF1 | Supertec FB01 V10 | B    | R. Schumacher | 3   | 4   | Ki  | Ki  | 5   | 4   | 4   | 3   | Ki  | 4   | 9   | 5   | 2   | 4   | Ki  | 5   | 35   | 5.       |